# 博蒂卡什
41°41′14″N 7°40′4″W / 41.68722°N 7.66778°W

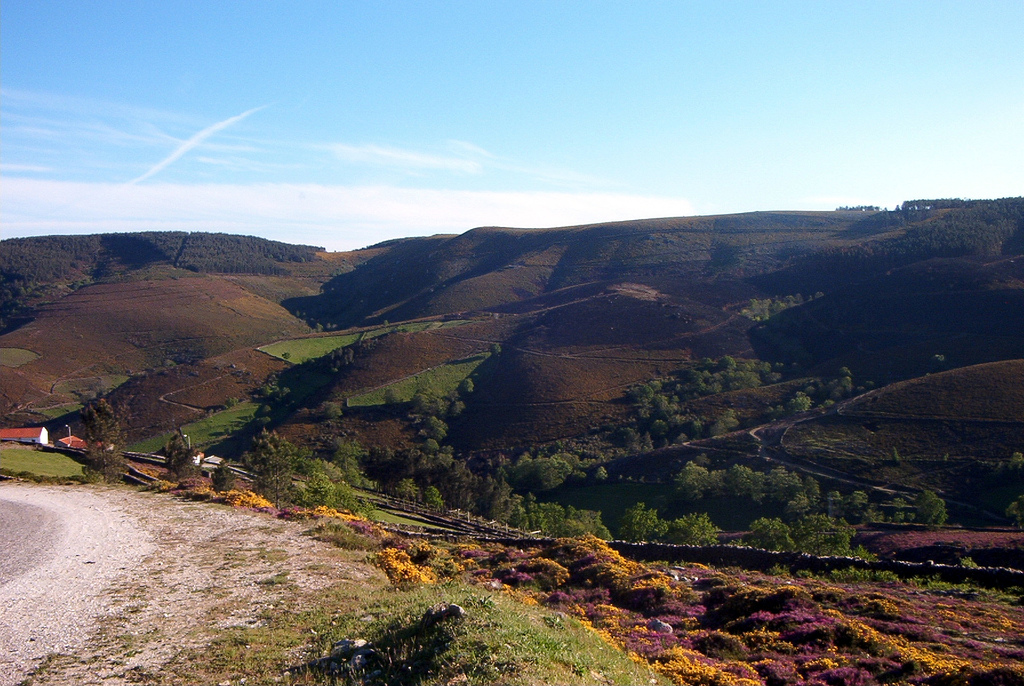

博蒂卡什（葡萄牙語：Boticas），是葡萄牙的城鎮，位於該國北部，由雷亞爾城區負責管轄，始建於1836年，面積321.96平方公里，2011年人口5,750，人口密度每平方公里17.86人。